# Arucas
Arucas – gmina w Hiszpanii, w prowincji Las Palmas, we wspólnocie autonomicznej Wysp Kanaryjskich, o powierzchni 33,01 km². W 2011 roku gmina liczyła 36 797 mieszkańców. Przedmieścia Las Palmas.
Jedną z atrakcji miejscowości jest Jardín de la Marquesa de Arucas.